# Місто, країна, ріка
Місто, країна, ріка — це класична гра у слова, знання та вікторини, що належить до ігор на папері з олівцем. Гравці намагаються записати слова, які відповідають певним категоріям і починаються з однієї й тієї ж літери. У німецькомовних країнах гра відома як «Stadt, Land, Fluss», а в англомовних — як «Categories» або «Guggenheim» у певних варіантах.

## Опис

### Матеріали та підготовка
Для гри потрібні лише аркуш паперу та письмове приладдя для кожного учасника. Кількість гравців необмежена, але зазвичай грають від двох осіб.
Перед початком гри учасники домовляються про набір категорій, наприклад, «місто», «країна», «ріка», «ім'я», «професія», «рослина», «тварина» тощо. Ці категорії записуються на аркуші кожного гравця. Потім випадковим чином обирається літера алфавіту, і гравці за відведений час мають записати слова для кожної категорії, що починаються з цієї літери.
Наприклад, якщо обрана літера «О», гравець може записати «Одеса» для категорії «місто», «Оман» для «країна», «Об» для «ріка» тощо.

### Визначення літери
Літера для раунду визначається різними способами. Найпоширеніший метод — один гравець подумки промовляє алфавіт, а інший каже «стоп», і обирається остання названа літера. Також можуть використовуватися аркуші з літерами, на які вказують із заплющеними очима, або спеціальні додатки для смартфонів. Головна мета — зробити вибір літери максимально випадковим, щоб уникнути попередньої підготовки.

### Правила та підрахунок балів
Гра завершується, коли один із гравців заповнює всі категорії або закінчується встановлений час. Гравці обмінюються аркушами та перевіряють відповіді. Бали нараховуються так:
- 20 балів за відповідь, якої немає в інших гравців у цій категорії. Тобто ти єдиний, хто написав варіант відповіді.
- 10 балів за різні відповіді в одній категорії.
- 5 балів за однакові відповіді в одній категорії.
- 0 балів або штраф за незаповнене поле.

Переможцем стає гравець із найбільшою кількістю балів після домовленої кількості раундів.
Перед грою учасники мають узгодити, які відповіді допускаються: чи можна використовувати іншомовні слова, діалекти, скорочення чи міжнародні варіанти написання. Також важливо визначити, чи під категорією «країна» маються на увазі лише суверенні держави, чи допускаються регіони, території тощо.
Для вирішення спірних питань рекомендується мати під рукою довідники або призначити нейтрального арбітра.

#### Приклад партії
Літера «К», категорії: «місто», «країна», «ріка». Гравців троє:
- Гравець 1: «Київ», «Канада», «Кама».
- Гравець 2: «Краків», «Канада», (нічого).
- Гравець 3: «Київ», (нічого), (нічого).

Бали:
- Місто: Гравець 1 і Гравець 3 написали «Київ» — по 5 балів за однакове слово. Гравець 2 написав «Краків» — 10 балів за різне слово.
- Країна: Гравець 1 і Гравець 2 написали «Канада» — по 5 балів. Гравець 3 нічого не написав — 0 балів.
- Ріка: Гравець 1 написав «Кама», а ніхто інший нічого не написав — 20 балів. Інші — 0 балів.

## Варіанти гри

### Guggenheim
У варіанті «Guggenheim» категорії записуються вертикально вздовж одного краю аркуша, а зверху створюються п'ять колонок, кожна з яких позначена літерою, що разом утворюють п'ятибуквене слово. Гравці заповнюють таблицю, підбираючи слова для кожної категорії на відповідну літеру.

### Комерційні версії
Гра надихнула на створення кількох комерційних адаптацій:
- Facts in Five — гра, створена Річардом Онаняном, базується на описі гри «Categories», яку грав президент США Джон Кеннеді.[5] Кеннеді, за свідченнями, був великим шанувальником гри, а його родина грала в неї «безперервно».[6]
- Scattergories (1988) — адаптація «Guggenheim», де літери обираються за допомогою 20-гранного кубика.[7] У німецькомовних країнах гра відома як «Kategorum».[2]
- Stadt Land Fluss Extreme (2016) — сучасна версія з розширеними категоріями.[8]
- Schnapp, Land, Fluss! (2002, Amigo) — карткова гра за мотивами «Місто, країна, ріка».[9]
- Stadt, Land, Unseriös та Stadt Land Seriös (Take It Serious) — версії з 72 унікальними категоріями на ігровому полі.[10]
- Stadt, Land, Vollpfosten (Denkriesen, 2016) — включає різні видання, зокрема дитячу та «червону» версію.[11]

### Медіа-адаптації
Гра була адаптована для телебачення та радіо:
- У 1990—1991 роках на німецькому каналі Tele 5 транслювалася шоу «Stadt, Land, Fluss» із ведучим Віктором Вормсом.[12]
- Австрійські коміки Крістоф Гріссеманн та Дірк Стерманн у радіошоу «Salon Helga» на FM4 грали у варіант гри під назвою «Stadt, Land, Scheidungsgrund» із гумористичними категоріями.[2]
- У 2012 році RTL II транслював комедійне шоу «Stadt, Land …», де категорії, як-от «речі, які можна прикрутити», мали викликати смішні відповіді.[13]